# パールズ・ヒル
パールズ・ヒル (Pearl's Hill) は、かつてはマウント・スタンフォード・ヒル (Mount Stamford Hill) と称されていたシンガポールの小さな丘。チャイナタウンの近傍に位置しており、市街化区域内に残されたごく少数の丘のひとつである。中国語では「珍珠山」と表記される。
パールズ・ヒルは、かつて様々な特徴ある組織の建物がここにあったことでよく知られており、タン・トク・セン病院、海員病院 (Seaman's hospital)、パールズ・ヒル刑務所 (Pearl's Hill Prison) などがかつては存在していた。刑務所がここに設けられたのは、ここがセポイ部隊に近く、刑務所の保安に有効と考えられたためであった。

## 歴史
パールズ・ヒルは、ジェームズ・パール中尉 (Lieutenant James Pearl) にちなんで名付けられた。パールズ・ヒルは、かつてはフォート・カニングの丘よりも標高が高く、イギリス植民地軍の工兵隊はパールズ・ヒルの頂上部を切土して標高を下げ、敵がこの丘を使って、新たに設けられた砦であるフォート・カニングに対する攻撃拠点とすることができないようにした。

## パールズ・ヒル用水貯水池
パールズ・ヒル用水貯水池 (Pearl's Hill Service reservoir) は、1897年に初めて設けられ、貯水量を増やし、水圧を上げる一助となった。この計画は、1902年の新聞報道に一部が詳しく報じられており、そこでは1900年に1日平均410万ガロンだった水需要が、1902年には540万ガロンへと急増したことがお述べられている。花崗岩とコンクリートで、30万ドルをかけて建設された貯水池は、それまでのウィルキー・ロード貯水池 (Wilkie Road reservoir) よりも70フィート高くなった。この工事を担当したのは、行政当局の水道技術者ロバート・ピアースと、その助手L・M・ベル (L M Bell) であった。 
完成した時の新聞報道では、建設工事の質、安定性への懸念があり、貯水池からの漏水が危惧されていた。フォート・カニング貯水池のように丘の間の谷間に儲けるのではなく、丘の頂上に貯水池を設けるという構造が、一般の人々の懸念の下にあったようだ。
1929年に浄水処理された水が、ジョホールのグノン・プラウ (Gunong Pulau) から送水されるようになると、その水がパールズ・ヒル貯水池に貯められるようになった。